# Xisaishan
Der Stadtbezirk Xisaishan (chinesisch 西塞山区, Pinyin Xīsàishān Qū) ist ein Stadtbezirk der bezirksfreien Stadt Huangshi in der chinesischen Provinz Hubei. Er hat eine Fläche von 112,4 km² und zählt 238.200 Einwohner (Stand: Ende 2019).

## Administrative Gliederung
Auf Gemeindeebene setzt sich der Stadtbezirk aus sechs Straßenvierteln und einer Großgemeinde zusammen. Diese sind:
- Straßenviertel Linjiang 临江街道
- Straßenviertel Baquan 八泉街道
- Straßenviertel Chenjiawan 陈家湾街道
- Straßenviertel Chengyue 澄月街道
- Straßenviertel Huangsiwan 黄思湾街道
- Straßenviertel Xisai 西塞街道

- Großgemeinde Hekou 河口镇